# DAF・600
DAF・600（DAF 600）は、1959年から1963年までDAFによって生産された小型ファミリーカーである。DAF初の量産乗用車であった。
DAFは1957年の終わりに600の詳細を発表、翌1958年2月のアムステルダムモーターショーで初めて披露し、1959年までに生産に入った。

## 製造

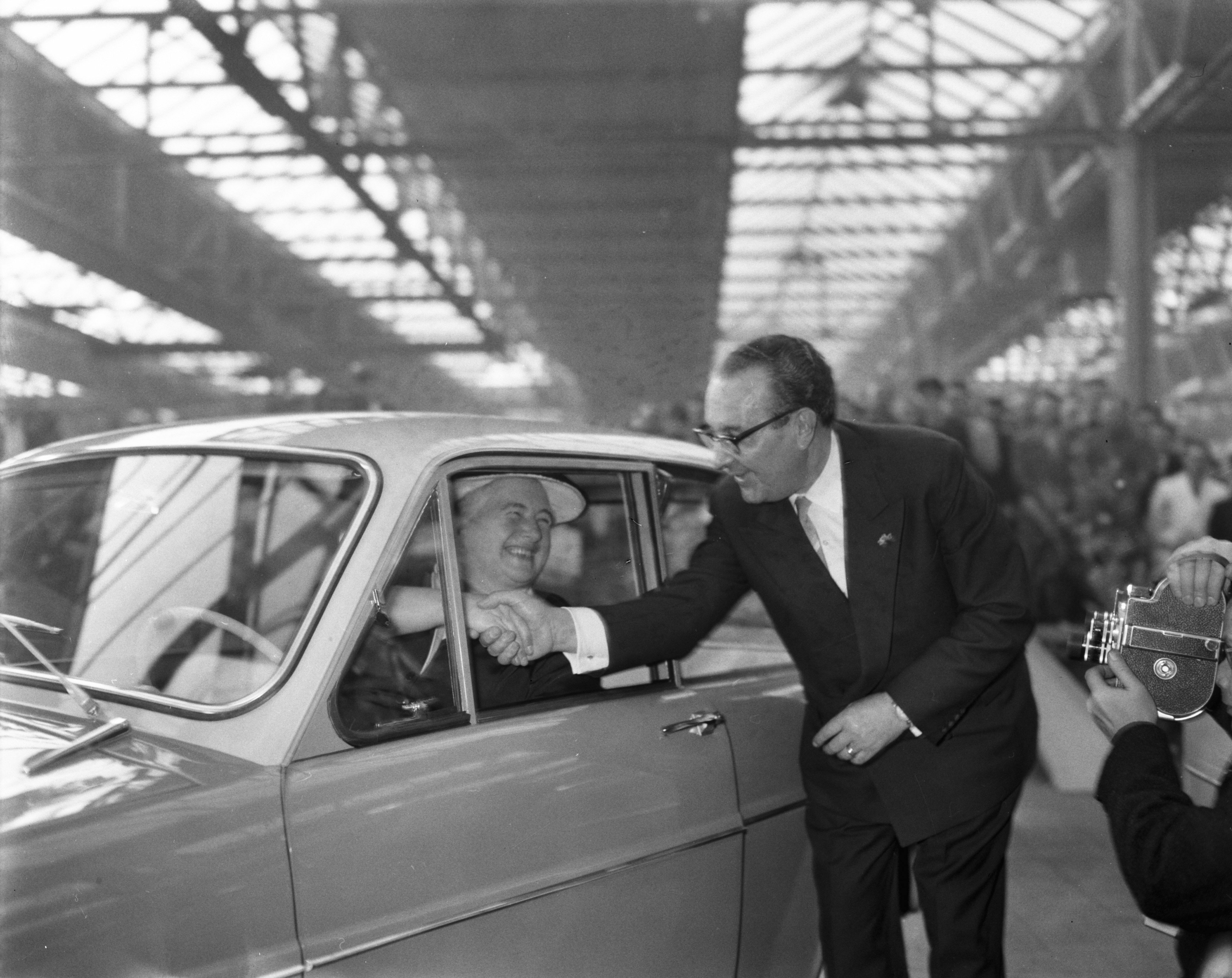
最初のDAF 600の中の1台に乗るトルシ・スムルデルス＝ベリエン町長

1959年、製造されたDAF 600の最初の2台が、オランダで女性初の自治体首長となったトルシ・スムルデルス＝ベリエンとオランダ自動車クラブの会長へと贈呈された。スムルデルス＝ベリエンが選ばれたのは彼女がよく知られていること、そして彼女がDAF 600を注文していたように思われたためであった。DAFはスムルデルス＝ベリエンに連絡を取り、車を注文していたのが彼女のスタッフであることが分かった後にスムルデルス＝ベリエンは申し出を受けた。スムルデルス＝ベリエンは注文に気付いておらず、運転免許証を所有していなかった。
1959年から1963年まで、合計30,519台が生産された。

## ヴァリオマチック変速機
600は、1920年代のクライノー車以来、無段変速機（CVT）システムを持つ初の量産車であった。この車に搭載された革新的な変速機であるDAFヴァリオマチックは、変速するために遠心重りを介してエンジンの回転速度を用い、吸気管負圧によって増強される。最高速度に達したら、静かにアクセルペダルを離すという単純な手段で速く走れる唯一の車であった。アクセルペダルを放すことでスロットルが閉じられて吸気管負圧が増大し、エンジンの回転数が保たれたままでもプーリー比を小さくすること（速度の上昇）を助けた。本トランスミッションは車速を増大させ、DAF 600の場合は、平坦な道路で十分な加速時間をとれば97 km/hから110 km/h近くにまで到達した。
ヴァリオマチックは、可変プーリーのダイアフラムにかかる負圧の作用を逆転させるダッシュボード上のスイッチを操作することによってエンジンブレーキを強める（プーリー比を大きくする）こともできた。

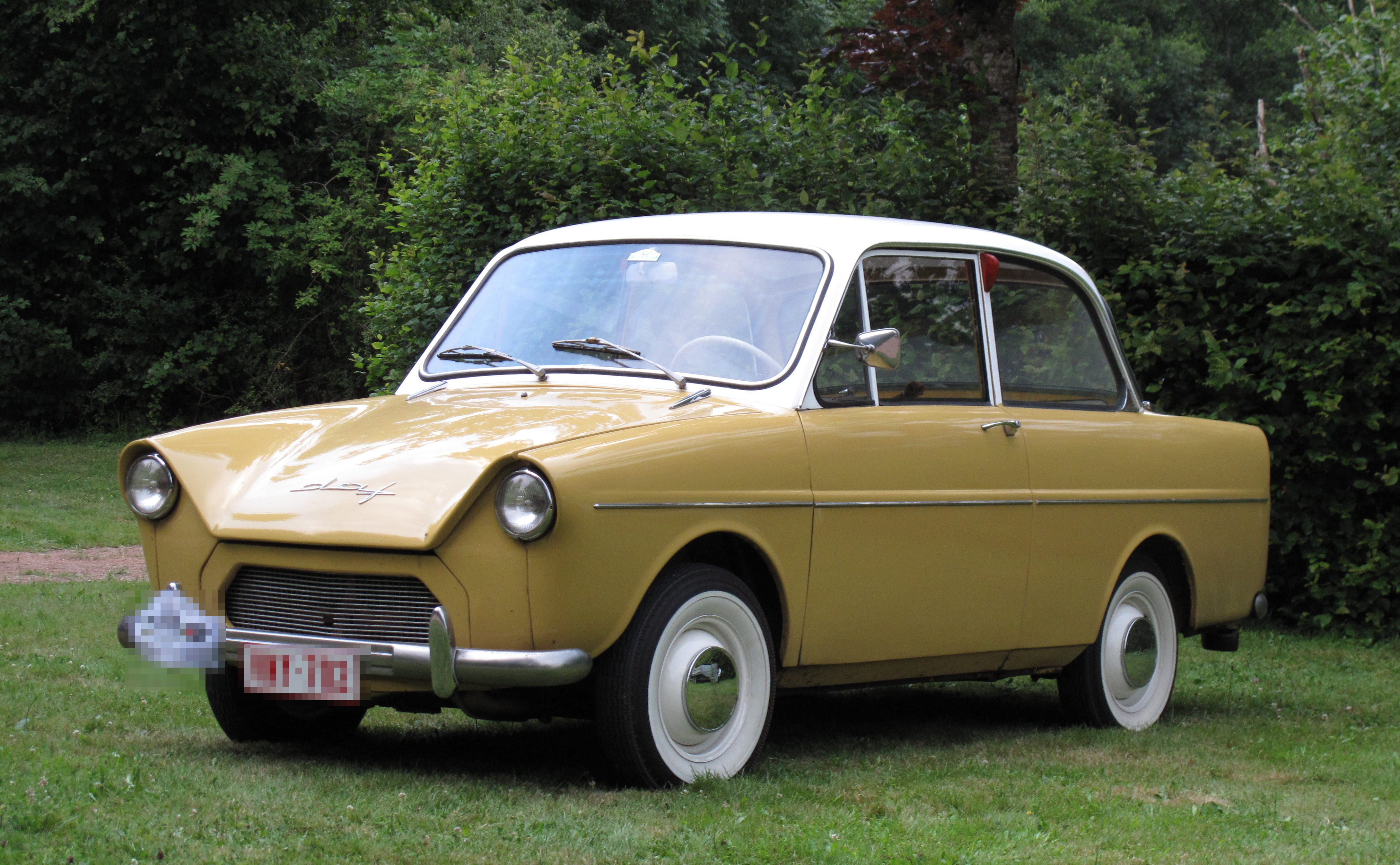
DAF 600
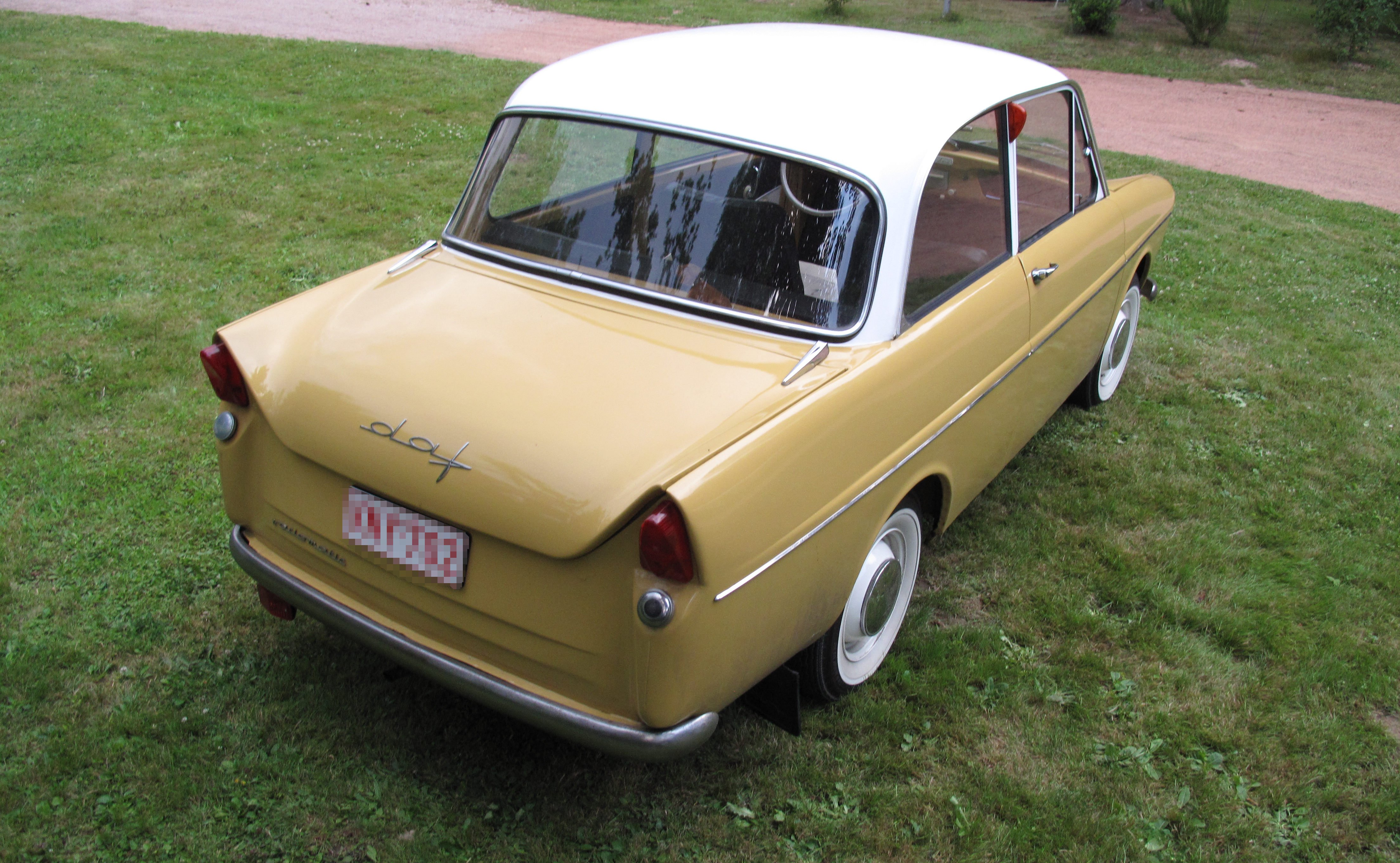
DAF 600